# Hroznová (Praha)
Hroznová ulice na Malé Straně v Praze spojuje ulici U Sovových mlýnů a náměstí Na Kampě. Název ulice je odvozen od domu U Zlatého hroznu na čísle 2. Na západní straně vede můstek přes kanál Čertovka na Velkopřevorské náměstí, kde je slavná Lennonova zeď. Je to nejstarší můstek přes kanál zvaný můstek u Velkopřevorského mlýna. Novší název je "Můstek zamilovaných", protože tu zamilované páry nechávají zámek a klíč hází do vody podle tradice z italského Milvijského mostu. V barokní stavbě Hummelův dům na čísle 1 bydlel významný český výtvarník, spisovatel a režisér animovaných filmů Jiří Trnka.

## Historie a názvy
Od středověku byl prostor ulice u řeky využíván na stavbu mlýnů. V první polovině 12. století za vlády českého knížete Vladislava I. tu maltézští johanité vybudovali Velkopřevorský mlýn. Původní název ulice byl "Na Kampě", současný název se používá od roku 1870 podle původně renesančního domu U Zlatého hroznu, barokní přestavba přidala severní a jižní křídlo a v roce 1853 byl rekonstruován ve stylu klasicizmu.

## Budovy, firmy a instituce
- Humlův dům - Hroznová 1[3]
- dům U Zlatého hroznu - Hroznová 2, U Sovových mlýnů 8[4]
- Velkopřevorský mlýn - Hroznová 3, Velkopřevorské náměstí 6[5]
- dům U hnědého koníčka - Hroznová 4[6]
- dům U Zlatého lva - Hroznová 5, Na Kampě 7[7]
- klasicistní městský dům - Hroznová 6[8]
- Hanzalský dům - Hroznová 8[9]